# الأميرة والملكة (آل التنين)
«الأميرة والملكة» (بالإنجليزية: The Princess and the Queen)‏ هي الحلقة السادسة من الموسم الأول لمسلسل إتش بي أو الدرامي الفنتازي التلفزيوني آل التنين. سميت الحلقة باسم رواية 2013 لجورج ر. ر. مارتن. كتبت الحلقة سارة هيس وإخراجها ميغيل سابوجنيك، تم بثها لأول مرة في 25 سبتمبر 2022.
مع قفزة بالحبكة مدتها 10 سنوات بعد الحلقة السابقة، تمثل الحلقة أول ظهور لإيما دارسي بدور رينيرا تارجارين الراشدة، وأوليفيا كوك بدور أليسنت هايتور الراشدة، و جون ماكميلان بدور لينور فيلاريون، خلف ميلي ألكوك، إيميلي كاري، ثيو نيت الذي صور النسخة الشابة في الحلقات الخمس الأولى.
تلقت الحلقة بشكل عام مراجعات إيجابية، مع المديح نحو المشهد الافتتاحي، ومشهد وفاة لينا، والتسلسل المناخي في هارينهال، وأداء كوك، ودارسي، وبلونديل، على الرغم من انتقاد البعض.

## الحبكة
بعد عشر سنوات من الزواج من سير لينور فالاريون (جون ماكميلان)، تلد الأميرة رينيرا (إيما دارسي) طفلًا ثالثًا. الملكة أليسنت (أوليفيا كوك) تستدعي على الفور الرضيع. تجلب رينيرا حديثة الولادة الطفل بنفسها، بمساعدة لينور، الذي أطلق عليه اسم جوفري. تلاحظ أليسنت أن الطفل، مثل إخوته جاكاريس (ليو هارت) ولوسيريس (هارفي سادلر)، لا يشبه لينور. تُصر أليسنت على انفراد على أن أطفال رايينرا هم أولاد غير شرعيين، وهو ادعاء يرفض بشدة الملك فيسيريس (بادي كونسيدين).
نجل أليسنت أيغون (تاي تينانت)، بمساعدة من جاكريس ولوسيريس، يسخر من شقيقه الأصغر إيموند (ليو أشتون)، الذي لم يكن لديه تنين حتى الآن. توبخ أليسنت أيغون بسبب سوء تصرفه، ثم تؤكد وحدة الأسرة، قائله إنه في يوم من الأيام ستحارب رينيرا من أجل العرش.
في هذه الأثناء، يزور الأمير ديمون (مات سميث) وزوجته، لينا فيلاريون (نانا بلونديل)، بنتوس مع بناتهما بايلا (شاني سميثورست) ورينا (إيفا أوسي-فرينينج). يقدم لهم أمير بنتوس الأراضي في مقابل تحالف ضد التحالف الثلاثي الذي انتعش. تعاني لينا الحامل من المخاض لفترة طويلة؛ وتأمر تنينها فيغار لحرقها.
سير كريستون (فابيان فرانكل)، الحامي الحالي لأليسنت، يدرب الأمراء الصغار في المبارزة. يلاحظ كريستون سنايدلي قائد حرس المدينة القائد سير هاروين سترونج (ريان كور) أنه يحمي جاكاريس كما لو كان طفله، مما أثار هاروين لمهاجمة كريستون. اللورد ليونيل سترونج في وقت لاحق يعاقب هاروين، قائلاً إن سلوك ابنه يثبت شائعات حول خيانة رينيرا مع هاروين ويدمر شرعية الأطفال. وسط الاضطرابات السياسية، ترفض رينيرا طلب لينور لمحاربة التحالف الثلاثي. لتخفيف التوترات العائلية، تقترح رينيرا أن يتزوج الأمير جاكاريس من هيلينا، ابنة أليسنت. يوافق فيسيريس، في حين أن أليسنت ترفض ذلك.
تتسبب الشائعات في أن اللورد سترونج يقدم استقالته كمعاون للملك، والتي يرفضها فيسيريس. يسمح فيسيريس للورد سترونج بمرافقة هاروين المشين إلى هارينهال. بعد أن تقدم هاروين وداعًا عاطفيًا إلى رينيرا وأطفالها، يسأل جاكاريس عما إذا كان هاروين هو والده البيولوجي؛ ردت رينيرا على أن جاكاريس هو تارجارين. عند قراءة الرياح السياسية، تنقل رينيرا أسرتها إلى دراجونستون، مما يسمح للينور بإحضار عشيقه سير قارل كوري (آرتي فروشان).
تذكر أليكنت إلى شقيق هاروين، ليريس سترونج (ماثيو نيدهام)، بأنها تتمنى لو أن والدها، سير أوتو، كان لا يزال معاون الملك. لهذا الغرض، قام ليريس بتجنيد ثلاثة مجرمين مدانين، وقد قطع ألسنتهم، ويكلفهم بإشعال النار في هارينهال، مما أدى إلى مقتل اللورد سترونج وسير هاروين.

## الاستقبال

### الاستقبال النقدي
في مجمع التعليقات روتن توميتوز، حصلت الحلقة على نسبة موافقة بلغت 87% بناءً على 98 مراجعة، بمتوسط تقييم 7.5/10.

## وصلات خارجية
- «الأميرة والملكة» على إتش بي أو (بالإنجليزية)
- «الأميرة والملكة» على قاعدة بيانات الأفلام على الإنترنت (بالإنجليزية)